# Макинерни, Джек
Джон Ше́ймус Макинерни (англ. John Seamus "Jack" McInerney; 5 августа 1992, Чаттануга, Теннесси, США) — американский футболист, нападающий.

## Клубная карьера
Макинерни начал карьеру, выступая за команду высшей школы Брандентона «Кобб». В 2009 году он съездил на стажировку в английский «Вест Хэм Юнайтед».
В 2010 году на Супердрафте Джек был выбран под номером 7 клубом «Филадельфия Юнион». 26 марта в матче против «Сиэтл Саундерс» он дебютировал в MLS. 2 мая в поединке против «Лос-Анджелес Гэлакси» Макинерни забил свой первый гол за клуб.
Летом 2010 года Джек выступал на правах аренды за клуб «Харрисберг Сити Айлендерс».
В апреле 2014 года Макинерни был обменян в канадский «Монреаль Импакт» на Эндрю Уэнгера. 9 марта в матче против «Портленд Тимберс» он дебютировал за новый клуб. В этом же поединке Джек забил свой первый гол за команду из Монреаля. Макинерни помог клубу выйти в финал Лиги чемпионов КОНКАКАФ, забив мячи в ворота американского «Нью-Йорк Ред Буллз», мексиканской «Америки» и костра-риканского «Алахуэленсе».
В августе 2015 года Джек перешёл в «Коламбус Крю» в обмен на драфт-пик. 9 августа в матче против «Колорадо Рэпидз» он дебютировал за новый клуб, заменив во втором тайме Федерико Игуаина. 23 августа в поединке против «Спортинг Канзас-Сити» Макинерни забил свой первый гол за «Крю».
В начале 2016 года Джек был приобретён клубом «Портленд Тимберс» за распределительные средства. 14 марта в матче против «Сан-Хосе Эртквейкс» он дебютировал за новый клуб. В этом же поединке Джек забил свой первый гол за «дровосеков». Перед стартом сезона 2017 «Портленд» отчислил Макинерни.
18 апреля 2017 года Макинерни подписал контракт с «Лос-Анджелес Гэлакси». 30 апреля в матче против своего бывшего клуба «Филадельфия Юнион» он дебютировал за новую команду. По завершении сезона 2017 Макинерни оказался в числе игроков, чьи контракты не были продлены.
19 февраля 2018 года Джек присоединился к клубу USL «Инди Илевен», подписав контракт на сезон 2018. Дебют за клуб из Индианы в матче против «Ричмонд Кикерс» 24 марта он отметил голом.
В марте 2019 года Макинерни проходил просмотр в «Монреаль Импакт».
24 июля 2019 года Макинерни подписал контракт с новообразованным клубом «Окленд Рутс» из новой Национальной независимой футбольной ассоциации. За клуб он сыграл 14 матчей, включая один в плей-офф, и забил 10 мячей.

## Международная карьера
В 2009 году в составе юношеской сборной США Джек принял участие в юношеском чемпионате мира в Нигерии. На турнире он сыграл в матчах против команд Испании, Малави, ОАЭ и Италии. В поединках против испанцев и арабов Макинерни забил два гола.
Летом 2013 года в составе национальной сборной Джек завоевал Золотой кубок КОНКАКАФ. На турнире он был запасным футболистом и не сыграл ни минуты.

## Достижения
Международные
 США
- Золотой кубок КОНКАКАФ — 2013